# Rostisław Wygranienko
Rostisław Wygranienko (ur. 12 października 1978 w Symferopolu) – polski organista pochodzenia ukraińskiego.
Ukończył studia w Białoruskiej Akademii Muzycznej w klasie fortepianu a także w Akademii Muzycznej im. F. Chopina w Warszawie, w klasie organów prof. Joachima Grubicha. Koncertuje w krajach Europy na wielu festiwalach międzynarodowych, w takich miejscach jak filharmonie: we Lwowie, Czerniowcach, Doniecku, Charkowie, Poznaniu, Lublinie, Krakowie, Witebsku, Mińsku; katedry: w Kamieńcu Podolskim, Warszawie, Płocku, Poznaniu, Sandomierzu, Gnieźnie, Legnicy, Mohylewie, Litomĕřicach, Arezzo, Senigalli, Trnavie, Puli; warszawska bazylika św. Krzyża, Bazylika Mariacka w Gdańsku; warszawskie kościoły: św. Anny, św. Trójcy, Wszystkich Świętych, św. Barbary; Fara w Poznaniu i Kazimierzu Dolnym; akademie muzyczne: w Warszawie, Krakowie, Pradze; Narodowy Dom Muzyki Organowej w Kijowie; bazylika Opactwa w Saint-Maurice d'Agaune, kościół św. Piotra w Hamburgu, opactwo Maria Laach, Karmelietenkerk w Brukseli i wielu innych ośrodkach koncertowych, współpracując z wokalistami, instrumentalistami oraz zespołami (w tym orkiestra symfoniczna Filharmonii Lubelskiej, Białoruska Narodowa Orkiestra Kameralna, zespół „Camerata Vistula”, Kwartet Podlaski itd.).
Jest laureatem konkursów międzynarodowych, m.in. zdobył nagrody na II Międzynarodowym Konkursie Organowym w Saint-Maurice w Szwajcarii (również „Prix de l’Etat du Valais”) oraz na III Międzynarodowym Konkursie Organowym im. F. Nowowiejskiego w Poznaniu.
W dorobku posiada prace wydane drukiem z dziedziny historii muzyki i wykonawstwa muzycznego, nagrania telewizyjne i radiowe (również dla Radio Suisse Romande i Radia Watykańskiego). Jako pierwszy w historii fonografii nagrał komplet utworów Adama z Wągrowca (dla wydawnictwa Acte Préalable) oraz Dumkę op. 31/1 Feliksa Nowowiejskiego (dla Towarzystwa im. Feliksa Nowowiejskiego w Poznaniu). Wydał drukiem Fugę na temat Jeszcze Polska nie zginęła Karola Kurpińskiego (ISMN: 979-0-9013342-6-7).
Członek Towarzystw im. F. Nowowiejskiego w Poznaniu, im. T. Leszetyckiego w Warszawie, im. K. Kurpińskiego we Włoszakowicach oraz "Alkan Société" w Paryżu.
Członek jury Konkursu Dawnej Polskiej Muzyki Organowej w Legnicy (w ramach XIX festiwalu Legnickie Conversatorium Organowe, 2004) oraz V Międzynarodowego Konkursu Organowego w Saint-Maurice.
Organista Kościoła Anglikańskiego w Warszawie (Kościół Niepokalanego Poczęcia NMP).

## Dyskografia
- "Adam z Wągrowca, Piotr Żelechowski, Petrus de Drusina -- organ works" - wyd. Acte Préalable, 2008
- "The Complete Warsaw Organ Tablature" - wyd. Acte Préalable, 2008
- "Feliks Nowowiejski znany i nieznany / known and unknown" (wspólnie z innymi) - wyd. Towarzystwo im. Feliksa Nowowiejskiego, 2006
- Stanisław Moryto - Msza Legnicka (na głosy solowe, chór mieszany i organy) (wspólnie z innymi) - wyd. DUX, 2006
- 20 lat Conversatorium Organowego w Legnicy: 1986-2005 (wspólnie z innymi) - wyd. Dux, 2005